# Спика
Спи́ка (лат. Spica), Альфа Девы (лат. α Virginis), 67 Девы (лат. 67 Virginis), HD 116658 — кратная звезда в созвездии Девы на расстоянии приблизительно 303 световых лет (около 93 парсек) от Солнца. Возраст звезды определён как около 12,5 млн лет.
Спика — самая яркая звезда в созвездии Девы и шестнадцатая по яркости звезда неба. Пара первого и второго компонентов — двойная вращающаяся эллипсоидальная переменная звезда (ELL). Визуальная звёздная величина звезды — от +1,05m до +0,95m. Орбитальный период — около 4,0146 суток.

## Этимология
Название Спика происходит от лат. spīca virginis — колос пшеницы Девы. Созвездие Девы древние греки отождествляли с Деметрой, богиней плодородия и земледелия, держащей в руках колосья пшеницы.
Другое, не используемое в настоящее время название звезды — Ацимех (лат. Azimech). Название восходит к араб. السماك الأعزل‎ as-simak al-a’zal, что означает «симак безоружный». Имя «симак» — производное от араб. كلسماء‎ самака — «высота», и применялось к двум достаточно близким друг от друга ярким звёздам, поднимающимся высоко на небе: Спике и Арктуру («симак-копьеносец»).

## Характеристики
Первый компонент (WDS J13252-1110Aa) — бело-голубая пульсирующая переменная звезда типа Беты Цефея (BCEP) спектрального класса B1III-IV, или B2. Масса — около 11,43 солнечной, радиус — около 7,47 солнечного, светимость — около 20512 солнечных. Эффективная температура — около 25300 K.
Второй компонент (WDS J13252-1110Ab) — бело-голубая звезда спектрального класса B2V. Визуальная звёздная величина звезды — +4,5m. Масса — около 7,21 солнечной, радиус — около 3,74 солнечного, светимость — около 2254,2 солнечной. Эффективная температура — около 20900 K.
Третий компонент (WDS J13252-1110Ac). Визуальная звёздная величина звезды — +7,5m. Масса — около 4,38 солнечной. Орбитальный период — около 660,693 суток (1,8089 года). Удалён на 0,5 угловой секунды.
Четвёртый компонент (WDS J13252-1110B). Визуальная звёздная величина звезды — +12m. Удалён на 151,9 угловой секунды.
Пятый компонент (WDS J13252-1110C). Визуальная звёздная величина звезды — +10,5m. Удалён на 367,3 угловой секунды.
Первый и второй компоненты — двойная звёздная система, компоненты которой вращаются относительно друг друга. Расстояние между компонентами всего 0,12 а.е. (18 миллионов километров) при радиусах звёзд в 2,7 и 5,4 млн км, поэтому они имеют сильно вытянутую эллипсоидную форму. При вращении такой системы это ведёт к периодическому изменению площади излучающей поверхности, обращённой к наблюдателю. Подобные звёзды относят к классу вращающихся эллипсоидальных переменных звёзд, ярчайшим представителем которого и является Спика.
Обе звезды вращаются быстрее, чем их общий орбитальный период. Это отсутствие синхронизации и высокая эллиптичность их орбиты могут свидетельствовать о том, что это молодая звёздная система. Со временем взаимное приливное взаимодействие может привести к синхронизации орбиты (как в системе Земля-Луна).

## Исторические факты
Согласно Птолемею, измерение небесных координат Спики позволило Гиппарху открыть явление прецессии.
Спика располагается близко к эклиптике, поэтому может покрываться Луной, а очень редко — планетами. Последней из планет Спику затмевала Венера 10 ноября 1783 года, следующее планетное покрытие (тоже Венерой) произойдёт 2 сентября 2197 года.

## Наблюдение

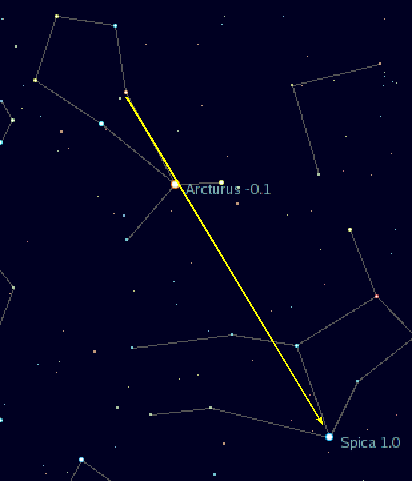
Схема, показывающая, как найти звезду Спика, используя Арктур в качестве ориентира

Чтобы найти Спику на небе, нужно проложить дугу через три звезды ручки ковша Большой Медведицы (Алиот, Мицар, Бенетнаш (Алькаид)), найти оранжевый Арктур (α Волопаса) и продолжить дугу дальше. Расстояние по дуге от Арктура до Спики приблизительно равно расстоянию по дуге от Алькаида до Арктура.
Спика хорошо видна почти в любой точке Земли, кроме окрестностей Северного полюса. В средних широтах России и в Белоруссии лучше видна весной и в начале лета.
Солнце проходит рядом со Спикой чуть меньше чем в 2° каждый год 16 октября.

## В культуре
Спика — единственная звезда, изображённая выше белой ленты с девизом на флаге Бразилии, где она символизирует штат Пара.
Ракета и капсула для экипажа, разработанные аэрокосмической корпорацией Copenhagen Suborbitals по программе, финансируемой за счёт краудсорсинга, называются Spica. Spica сделала Данию четвёртой страной, совершившей суборбитальный пилотируемый полёт после России, США и Китая.